# Westliche Praxmarerkarspitze
De Westliche Praxmarerkarspitze is een 2641 meter hoge berg in de Gleirsch-Halltal-keten van het Karwendelgebergte in de Oostenrijkse deelstaat Tirol. Het vormt het hoogste punt van de Tiroler deelstaatshoofdstad Innsbruck. De top van de Westliche Praxmarerkarspitze is vanuit de Pfeishütte op 1922 meter hoogte binnen vier uur te bereiken. De nabijgelegen Östliche Praxmarerkarspitze werd echter vaker door bergbeklimmers beklommen.
Een herdenkingsmonument op de weg naar de Sunzer Spitze herinnert aan de poging van de bergbeklimmers Melzer en Spötl om op 6 oktober 1901 voor het eerst de noordwand van de Praxmarerkarspitze te bedwingen, waarbij zij dodelijk verongelukten.